# Africaine (film)
Pour plus de détails, voir Fiche technique et Distribution.
Africaine est une comédie dramatique française réalisée par Stéphanie Girerd, sortie en 2015.

## Fiche technique
Sauf indication contraire, les informations mentionnées dans cette section peuvent être confirmées par la base de données cinématographiques IMDb,  présente dans la section « Liens externes ».
- Titre original : Africaine
- Réalisation : Stéphanie Girerd
- Scénario : Stéphanie Girerd
- Photographie : Rémi Mazet
- Montage : Marie-Pierre Frappier
- Musique : Stéphane Palcossian
- Production déléguée : Emmanuel Barraux et Agnès Vallée
- Production : 31 Juin Films et Les Films du Lemming
- Société(s) de distribution : Hevadis Films
- Pays d'origine :   France
- Langue originale : français
- Format :  color
- Genre : comédie dramatique
- Durée : 97 minutes
- Dates de sortie :
  - France : 11 février 2015

## Distribution
- Nina Meurisse : Géraldine
- Anna Mihalcea
- Caroline Baehr
- Éric Savin

## Autour du film
- Le film a été tourné avec des techniciens professionnels sénégalais et maliens dans des villages de la brousse sénégalaise[1]